# Dnevnik (književnost)
Dnevnik, žanr autobiografske književnosti u kojem autor svakodnevno ili povremeno bilježi svoja zapažanja ili unutarnja stanja, vezana uz stvarne ili izmišljene događaje s kojima je povezan. Spada u diskurzivni književni rod.
Dnevnički tekst je strukturiran po datumima, što potječe od knjigovodstvenih bilanci što su ih na pragu novog vijeka počeli voditi europski trgovci. Time se dotadašnji običaj pisanja ljetopisa (kronika, anala) razvio u smjeru uključivanja sadržaja iz privatnog života. Počinju se bilježiti i događaji izvan božanske, povijesne i zakonske sfere. Dnevnik se obično ne piše s namjerom objavljivanja, premda mnogi autori koriste građu iz dnevničkih zapisa kada pripremaju autobiografije i memoare.
Dnevnik je procvao u kasnoj renesansi. Do avangarde 20. stoljeća, njegova forma i sadržaj su se bitno promijenili. U počecima dnevnik teži prikazati autentičan individualni život pojedinca, neopterećen pravilima javne komunikacije. Kronološkim bilježenjem nastojalo se rekonstruirati i kauzalnu vezu između događaja i iskustava. Međutim, pritisak svakodnevnog pisanja vodi i prema banalnosti. Tako francuski pisac nobelovac Andre Gide 13. studenog 1939. u svoj dnevnik upisuje "Ni najmanje želje da išta napišem u ovu bilježnicu". U moderno doba, dnevnik počinje proizvoditi događaje i opise za koje sugerira da ih tek bilježi.
Istaknuti primjeri u 20. stoljeću su dnevnik istraživača Roberta F. Scotta (1910. – 1912.), "Dnevnik Katherine Mansfield" (1927.), "Dnevnik Andréa Gidea" u dva toma (1939., 1954.), "Dnevnik Anne Frank" (1947.) i "Dnevnik Virginije Woolf" (1977. – 1984.) u pet knjiga. U novijoj domaćoj književnosti poznati su dnevnički zapisi književnog kritičara i publicista Igora Mandića "Sebi pod kožu" (2006.), "U zadnji čas: autobiografski reality show" (2009.) i "Oklop od papira" (2014.).
Razvojem online komunikacija nastaje oblik mrežnog dnevnika (weblog), dnevnika koji autor piše na računalu i redovito objavljuje na međumrežju putem za to predviđenih alata.